# P.J. Patterson
Percival Noel James Patterson (10. april 1935) var Jamaicas premierminister i 1992-2006.